# De zomer voorbij (televisieprogramma)
Jan Smit, de zomer voorbij is een Nederlands televisieprogramma van de TROS. Het programma bestaat per seizoen uit tien afleveringen. De titelsong is van de 3JS. Dit nummer is ooit opgenomen met Jan Smit, Nick & Simon en de 3JS op de single 'Eén met de bomen' van de 3JS. Dat is de enige versie waarin de drie samen dit nummer hebben gezongen. Toen noemden ze zich samen Votown All Stars.
In dit televisieprogramma gaan Jan Smit, Simon Keizer, Nick Schilder, Kees Tol, Jan Dulles, Jaap Kwakman, Jaap de Witte, Jan de Witte, Aloys Buijs, Jaap Buijs, Nick Schilder, Simon Keizer, Coen Swijnenberg, Sander Lantinga, Zwarte Sjaak, Lange Frans, André Hazes jr. en Thomas Berge samen op reis. De groep reizigers verschilt per seizoen. Elk seizoen is komen er ook veel gasten langs, zoals Paul de Leeuw, Jim Bakkum en Antje Monteiro.
- In seizoen 1 (2007) trekt de groep per toerbus door Spanje en treedt elke avond op. De gasten in dit seizoen zijn Xander de Buisonjé, Jeroen van der Boom, Edsilia Rombley, Monique Smit, Beau van Erven Dorens en Paul de Leeuw.
- In 2008, seizoen 2 trekken ze het eerste deel van de reis per boot door de Spaanse wateren van de Middellandse Zee. Het tweede deel van de reis vind plaats op Mallorca. De gasten van dit seizoen zijn Racoon, Giel Beelen, Antje Monteiro, Filemon Wesselink, Frans Duijts en Frans Bauer.
- In seizoen 3 (2009) wordt besloten naar Italië te gaan. Daar sliepen ze in tenten op campings. De gasten zijn onder anderen Roel van Velzen, Ruth Jacott en John Ewbank.
- In seizoen 4 (2010) verblijft de groep op een schip in de buurt van, en op het Griekse eiland Kreta. De gasten zijn onder anderen Jack Poels, zanger van Rowwen Hèze, Coen Swijnenberg en Sander Lantinga, Lisa Lois, Jim Bakkum en The Opposites.
- In seizoen 5 (2011) verblijft de groep wederom in Spanje en in Portugal. De Volendammers slapen evenals hun gasten in campers. De gasten zijn onder anderen Gerard Joling, Angela Groothuizen, Miss Montreal en Henk Westbroek.
- In seizoen 6 (2012) verblijft de groep in Zuid-Frankrijk. De gasten zijn onder anderen René Froger, Lange Frans en Yes-R. Nick en Simon ontbreken in dit seizoen om persoonlijke redenen en vanwege de promotie van een nieuwe single. Coen Swijnenberg en Sander Lantinga van de Coen en Sander Show vervangen hen.[1] In datzelfde seizoen bevestigde Aloys Buijs aan De Telegraaf dat Jan Smit, Lange Frans en Jaap Kwakman in een Franse cel vastzaten.[2] Nog dezelfde dag bleek het om een grap te gaan.[3]
- In seizoen 7 (2013) gaat de groep naar Kroatië. De gasten zijn onder meer Handsome Poets, Humberto Tan, Jandino Asporaat, Gerard Joling en Willeke Alberti. Dit seizoen nemen Coen Swijnenberg en Sander Lantinga voor het eerst niet meer deel aan de reisgroep na twee jaar mee te zijn gegaan.
- In seizoen 8 (2014) reizen de Volendammers af naar Barcelona, om hun reis later te vervolgen naar Ibiza. Niels Geusebroek, Jayh en Elske de Wall zijn enkele van de gasten in dit seizoen.
- In seizoen 9 (2015) is de vaste kern van het programma, die sinds 2007 in de serie zat, voor het eerst niet te zien. Dit wegens het overlijden van hun manager Jaap Buijs.[4] De nieuwe vaste kern zou bestaan uit Zwarte Sjaak, Lange Frans, André Hazes jr. en Thomas Berge. De gasten zijn onder anderen Mattie Valk, Wietze de Jager, Barbara Straathof en Angela Groothuizen.

Na het negende seizoen besloot de crew het programma te stoppen, omdat zij 'bijna alle Nederlandse artiesten wel voorbij hadden zien komen'.

## De winter voorbij
In 2015 kwam er ook een winterversie van dit programma, De winter voorbij. In deze versie gaat Jan Smit, samen met Nick & Simon en de 3J's, vijf dagen naar Tirol en daar ontvangt hij verschillende gasten. De gasten zijn Kim-Lian van der Meij, Wolter Kroes, FeestDJRuud, Ramon Beuk, Ruben Nicolai en Art Rooijakkers.